# Abdelatif Bounab
Bounab Abdelatif (né en 1954 à Ksar el Boukhari, en Algérie) est un dramaturge, metteur en scène et poète algérien. Il est l’auteur de plusieurs pièces théâtrales jouées à l’intérieur du pays et à l’étranger. Appelé Titif par les proches et les intimes, il est un auteur très prolifique dans le quatrième art. Il est l’auteur attitré de plusieurs jeunes troupes comme Debza dont il est membre fondateur.

## Biographie
Bounab Abdelatif est né en septembre 1954, deux mois avant le déclenchement de la guerre d'Algérie, dans la wilaya de Médéa. Encore lycéen, il écrit sa première pièce, durant les années 1970, pour être jouée avec les autres élèves. Quoique, à cette époque, c’étaient des saynètes inspirées beaucoup plus des sketches et ce, jusqu’en 1976, année de son entrée à l’université.
Par la suite, Bounab attire autour de lui des universitaires avec qui il peut débattre de certains points qui étaient à cette époque d’actualité, telles que les révolutions agraire et industrielle. Durant son cycle universitaire, Bounab, est l’un des membres fondateurs de l’une des troupes qui a marqué son passage à l’université d'Alger, tout en étant l’un des porte-parole de la revendication culturelle et de la liberté d’expression des années 1980. Dans cette troupe, Bounab est presque l’auteur principal de tous les travaux, à savoir, les pièces de théâtre et les chansons et participé à l'écriture collective de la pièce Sandouq Laâdjeb en 1981, dont la générale a été donnée à la salle Onamo.
En 1982, suivent Etrig (« la voie ») et Amar el Boudjadi adaptée de turandot ou le congrès des blanchisseurs de l’auteur Bertolt Brecht. En 1984, lors des manifestations de La Casbah d'Alger, la troupe monte une pièce théâtrale qui traite de la pénurie d’eau, une représentation d’une durée de 60 minutes. Bounab, l'auteur, se fait ainsi remarquer par ses talents de comédien. Il a aussi écrit des textes pour de jeunes troupes, à savoir Les émigrés, L'Accusé (El Methoum), Chahrazad fi Houmetna et Le Village endetté, puis en 1989, il écrit 'l'enjeu et puis 'L'Errant (El Hamel), montés et joués par la troupe Les compagnons de Nedjma de Sétif.
De 1990 à 2000, il adapte Les Chaises de Ionesco, Chkef ou chkaf, ensuite L’Enjeu (El Louaâba), jouée en algérien (arabe dialectal) et en français. Cette dernière a eu plusieurs distinctions à l’étranger. Il a aussi d’autres écrits qui seront un jour mis en valeur. Actuellement, il compte mettre en scène le poème de Smaïl Aït-Djaffar pour en faire un monologue avec un de ses anciens amis de la troupe Debza. Ce poème a d'ailleurs déjà été monté en France avec une jeune troupe française (théâtre de pezzle) de Nantes en novembre 2000 La Ronde des mendiants (Halkate El Fokara). Bounab est un grand créateur en matière de textes pour le théâtre. Cependant, Bounab ne veut pas s’approcher des théâtres sous tutelle de l’État à cause de la bureaucratie.
Bounab Abdelatif époux de Bounab Malika et père de quatre enfants.